# Giphy
Giphy es una base de datos en línea y un motor de búsqueda que permite a los usuarios buscar y compartir videos de bucles cortos sin sonido, que se asemejan a archivos softesrectome
GIF animados, propiedad de Shutterstock.

## Inicios e historia

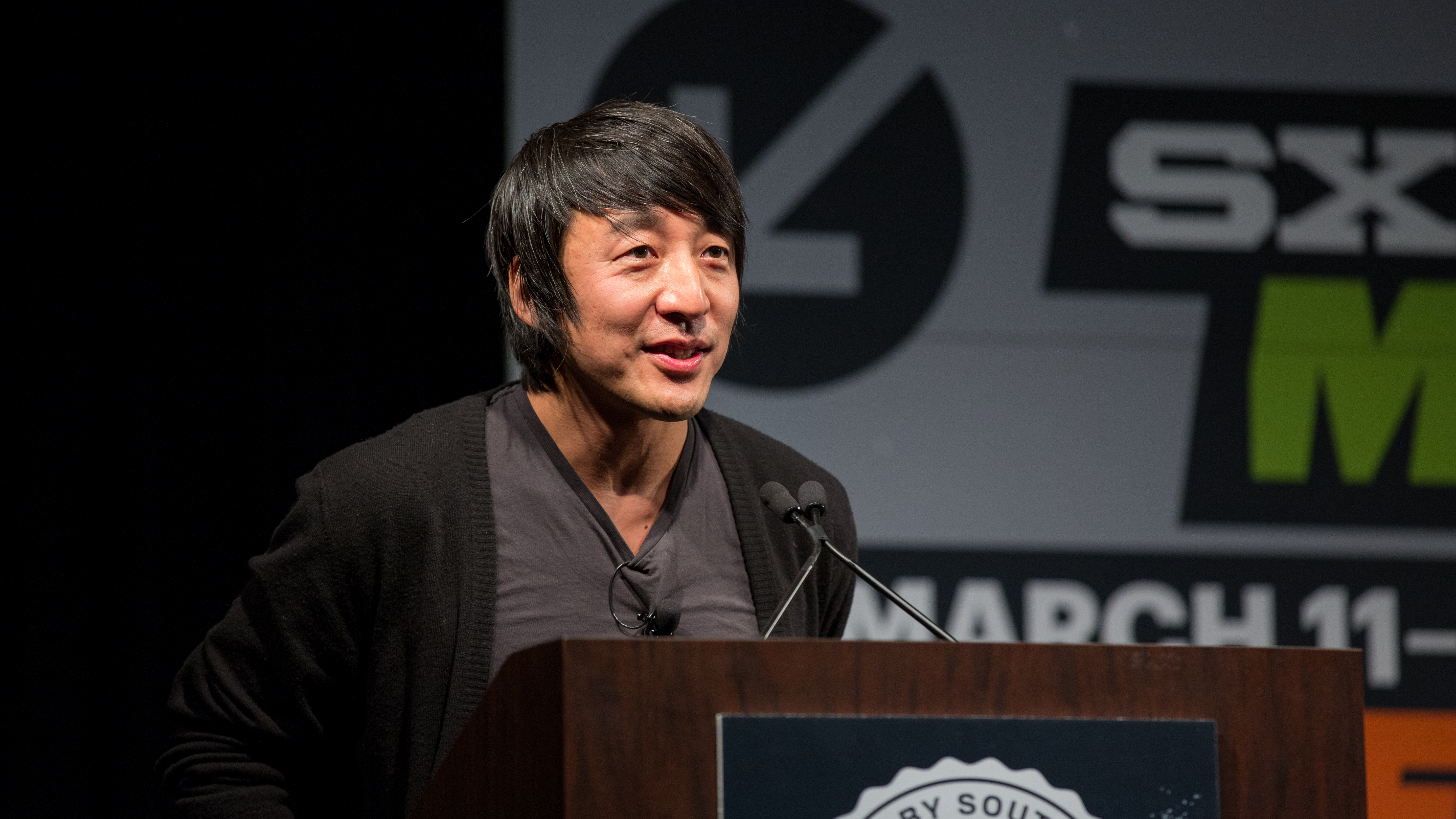
El cofundador Alex Chung en South by Southwest 2016

Giphy fue fundada por Alex Chung y Jace Cooke en febrero de 2013. La idea para el negocio surgió cuando la pareja estaba desayunando, reflexionando sobre la tendencia creciente de la comunicación puramente visual.
Cuando Chung y Cooke lanzaron Giphy por primera vez, el sitio web funcionó únicamente como un motor de búsqueda de GIFs. 

## Crecimiento
En agosto de 2013, Giphy se expandió más allá de un motor de búsqueda para permitir a los usuarios publicar, incrustar y compartir GIFs en Facebook.
Giphy fue reconocida como uno de los 100 sitios web principales de 2013, según PC Magazine.
Tres meses después, Giphy se integró con Twitter para permitir a los usuarios compartir GIFs simplemente compartiendo la URL de un GIF.
En mayo de 2014, Giphy recaudó $2.4 millones en una ronda de financiamiento de inversionistas, incluidos Quire, CAA Ventures, RRE Ventures, Lerer Hippeau Ventures y Betaworks.
En enero de 2015, Giphy recibió otros $17 millones en una ronda de financiamiento de la Serie B liderada por Lightspeed Venture Partners, con la participación de General Catalyst y ex inversionistas. Además, Giphy planteó una gran parte de la ronda de la Serie B a través de la plataforma de financiación colectiva de Alphaworks.
En marzo de 2015, Giphy adquirió Nutmeg, un servicio de mensajería GIF, como uno de los primeros pasos importantes de la compañía hacia la industria móvil. Esto coincidió con el lanzamiento de la propia plataforma de desarrollo de Facebook Messenger, en la que Giphy se unió a algunas aplicaciones exclusivas en su debut.
En agosto de 2015, Giphy lanzó su segunda aplicación móvil, GIPHY Cam, que permite a los usuarios crear y compartir gifs en una red social.
En febrero de 2016, Giphy recaudó $55 millones en fondos con una valuación de $300 millones.
En octubre de 2016, Giphy anunció varias estadísticas; tiene 100 millones de usuarios activos diarios, atiende a más de 1 mil millones de GIFs por día y los visitantes ven más de 2 millones de horas de contenido GIF todos los días.
En julio de 2017, Giphy anunció que tiene 200 millones de usuarios activos diarios entre la API y el sitio web, con alrededor de 250 millones de usuarios activos mensuales en el sitio web.
En mayo de 2020, se anunció que Giphy sería comprado por Facebook e integrado en Instagram. El precio de compra reportado fue de $400 millones.

## Asociaciones
Giphy se asocia con marcas para alojar GIFs que pueden compartirse como promociones de marketing a través de los canales de medios sociales. La compañía también creó perfiles de artistas en el sitio web, lo que permite que los GIFs se atribuyan a los artistas que los crearon.
En septiembre de 2014, Giphy se asoció con Line para organizar el concurso inaugural de diseño de calcomanías. LINE y GIPHY reclutaron a un equipo de socios digitales, entre ellos Tumblr, Fox ADHD, Frederator, Cut & Paste, New Museum, Eyebeam, Rhizome, The Webby Awards, Pratt, The Huffington Post y Dribbble para apoyar el evento.
En agosto de 2015, Universal Studios se asoció con Giphy para lanzar seis gifs que promocionaban la nueva película basada en la NWA, Straight Outta Compton.
Giphy se ha asociado con más de 200 compañías y marcas para alojar todo su contenido existente en su propio canal de marca. Los socios de Giphy incluyen Disney, Calvin Klein, GE y Pepsi.